# Bob Lenarduzzi
Robert Italo Lenarduzzi, plus connu sous le nom de Bob Lenarduzzi (né le 1er mai 1955 à Vancouver en Colombie-Britannique) est un joueur de soccer international canadien, qui évoluait au poste de défenseur, avant de devenir entraîneur.
Il fut également commentateur sportif, et est actuellement le président du club des Vancouver Whitecaps.

## Biographie

### Carrière d'entraîneur
Avec l'équipe du Canada, il dispute 47 matchs (pour 4 buts inscrits) entre 1973 et 1987. Il figure notamment dans le groupe des sélectionnés lors de la coupe du monde de 1986. Lors du mondial il dispute trois matchs : contre la France, la Hongrie et enfin l'URSS.
Il participe également aux JO de 1984, atteignant le stade des quarts de finale.

## Palmarès

### Palmarès joueur
| Reading - Championnat d'Angleterre D4 (1) : - Champion : 1970-71. |  | Vancouver 86ers - Ligue nord-américaine (1) : - Champion : 1979. - Ligue canadienne (1) : - Champion : 1988. |

### Palmarès entraîneur
Vancouver 86ers
- Ligue canadienne (4) :
  - Champion : 1988, 1989, 1990 et 1991.